# Kloster Pustiměř
Das ehemalige Benediktinerinnenkloster Pustiměř (tschechisch Klášter Pustiměř, deutsch Kloster Pustimir) befand sich in dem gleichnamigen Ort Pustiměř in Mähren. Es bestand von 1340 bis 1588.

## Geschichte

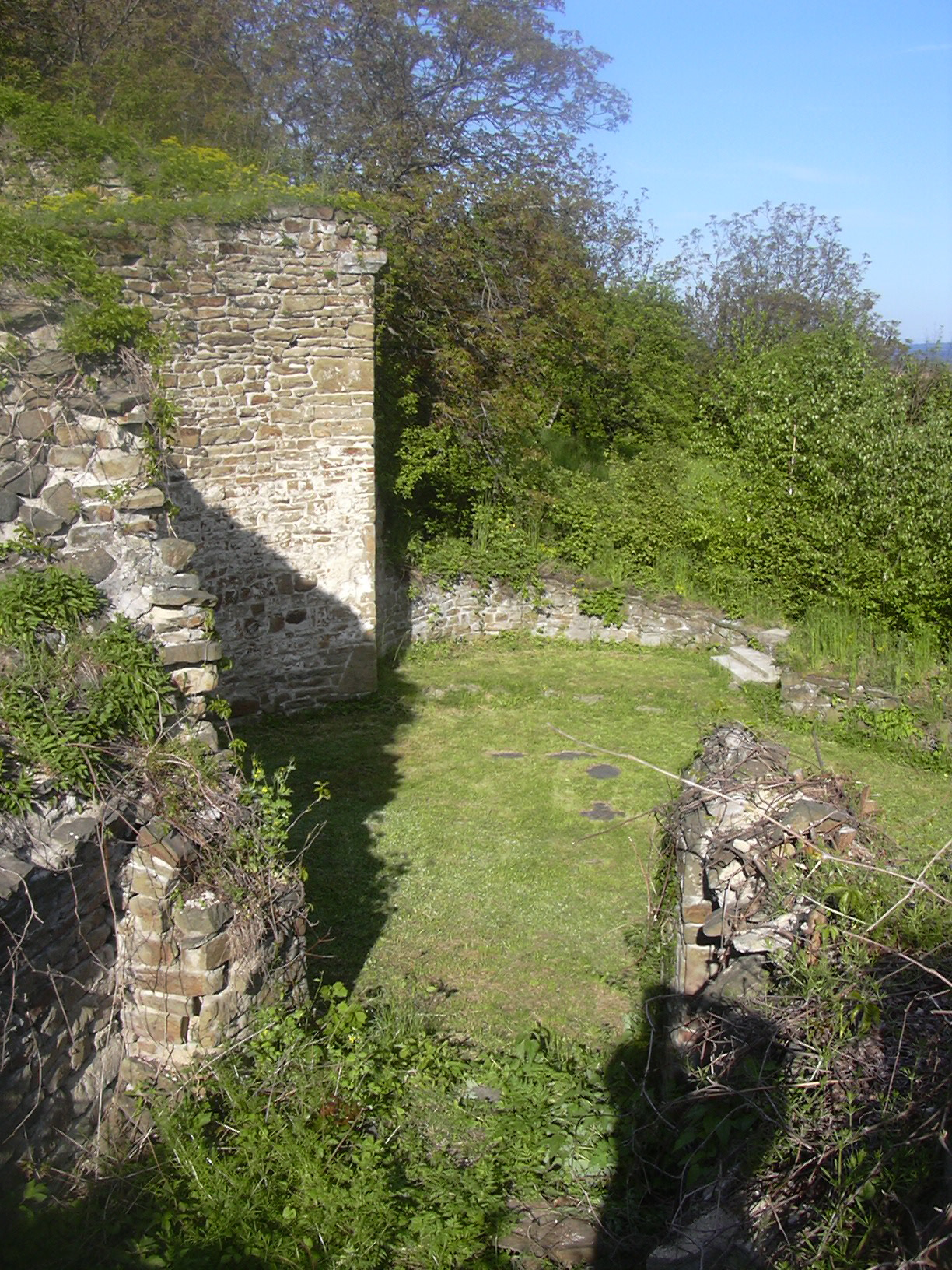
Reste der Rotunde St. Pantaleon

Am 30. September 1340 gründete der Olmützer Bischof Jan Volek an der seit 1247 nachweislichen St.-Pantaleon-Rotunde in Pustomirz, das zu den Gütern des Bistums gehörte, ein Benediktinerinnenkloster. Es wurde Ad infantiam Salvatoris et beatae Mariae (Der Kindheit des Erlösers und der Heiligen Jungfrau Maria) gewidmet. Bischof Jan Volek war ein unehelicher Sohn des böhmischen Königs Wenzel II. und die Stiftung erfolgte zur Ehre und für das Seelenheil von Wenzels II. 1330 verstorbener Tochter Elisabeth. Sie war die letzte ehelich geborene Přemyslidin und wurde nach ihrer Heirat mit Johann von Luxemburg 1311 zur Königin von Böhmen gekrönt. Deren Sohn, der damalige Markgraf Karl IV., zugleich ein Stiefneffe des Bischofs Jan Volek, beteiligte sich an der Stiftung, indem er dem Kloster weitere Ländereien zuwies. Die erhaltenen Klosterurkunden werden mehrmals von Wok I. von Holstein (Vok I. z Holštejna) bezeugt, der den Bischof Jan Volek auch auf dessen Reisen nach Prag begleitete.
Erste Äbtissin des Klosters wurde Elisabeth (Alžběta Přemyslovna, † 1347), eine uneheliche Tochter des böhmischen Königs Wenzel III. Weitere Äbtissinnen waren u. a. 1356–1377 Hilaria und 1383–1400 Jutta. Während der Auseinandersetzungen um die Vorherrschaft in Mähren war Bischof Nikolaus von Riesenburg gezwungen, einen Teil von Pustomirz sowie die bischöfliche Burg Meilitz (Melice) als Lehen an den Markgrafen Jost zu übertragen. Während der Hussitenkriege wurde das Kloster beschädigt. Nach Kriegsende gelang es der damaligen Äbtissin Elisabeth, die zum Klostergut gehörenden Besitzungen zurückzuerlangen. Während der Reformation erlebte das Kloster einen wirtschaftlichen Niedergang. 1577 wurde es den Brünner Dominikanerinnen übergeben, die 1581 mit päpstlicher Genehmigung dem Benediktinerinnenorden beitraten. 1588 wurde das Kloster endgültig aufgelöst. Die zugehörigen Ländereien wurden der bischöflichen Herrschaft Wischau zugeschlagen und die Klostergebäude dem Verfall preisgegeben. Während des Dreißigjährigen Kriegs wurden die Klostergebäude 1644 von den Schweden völlig zerstört. An der Stelle des Klosters wurden später die St.-Anna-Kapelle sowie die Kirche des hl. Benedikt errichtet. Teile der ursprünglichen Rotunde des hl. Pantaleon sind erhalten.
Der Klostergründer Bischof Jan Volek wurde nach seinem Tod 1351 in der damaligen Klosterkirche beigesetzt.